# Waléra Kanischtscheff
Waléra Kanischtscheff (russisch Валера Канищев; * 12. November 1965 in Lwiw) ist ein ukrainischer Schauspieler und Synchronsprecher.

## Leben
Waléra Kanischtscheff (Putiloff) begann seine Kino-Karriere als 13-Jähriger in der Sowjetunion im ukrainischen Studio Oleksandr Dowschenko und im belarussischen Studio Belarusfilm. Kanischtscheff wurde international in zahlreichen Fernseh- und Kinoproduktionen besetzt, zuletzt etwa im Fernseh-Historiendrama Die Gustloff von Joseph Vilsmaier, im Schweizer Film Einspruch II von Rolando Colla (nominiert für den Schweizer Filmpreis), in Maximilian Erlenweins mehrfach ausgezeichnetem Film Schwerkraft, im deutschen Arthouse-Film Snowman’s Land, in Invasion, im Vampir-Drama Wir sind die Nacht und in den Komödien Polnische Ostern, Mann tut was Mann kann, Roxy, Kleo usw.
Seit 1996 auch creator und music-producer von KRIWI (Belarus, BY)- newFolk & clubEthno project.
2011 spielte er in Miguel Alexandres Der Mann mit dem Fagott die Rolle des Wladimir der Wikinger, 2013 war er in der Miniserie Das Adlon. Eine Familiensaga von Uli Edel als russischer Offizier zu sehen. 2016 stand Kanischtscheff für die Romanverfilmung Fucking Berlin unter der Regie von Florian Gottschick vor der Kamera. 2017 spielte er in Babylon Berlin, einer Adaption basierend auf den Kriminalromanen von Volker Kutscher, die Rolle des Michail Fallin. Darüber hinaus ist er auch als Synchronsprecher tätig, so z. B. sprach er im Animationsfilm Sing den Boss Bear und Die Schlümpfe: Der große Kinofilm -Chernobog, in der Comicverfilmung Deadpool den Colossus, in Iron Sky: The Coming Race- vril Joseph Stalin und in Spitting Image Wladimir Wladimirowitsch Putin.
Kanischtscheff lebt in Berlin-Kreuzberg und ist Vater der zwei Schauspielerinnen Antonia und JoJo Putiloff (bürgerlich Kanischtscheff).

## Filmografie (Auswahl)
Schauspieler
- 1994: Eine französische Frau
- 1994: Buenos Tardes Amigo
- 1995: Die Kaukasische Nacht
- 2000: Swetlana (Светлана)
- 2001: Rolando Colla Einspruch II
- 2004: Der letzte Zeuge – Sandkastenliebe
- 2004: SOKO Leipzig – Der Auftragsmord
- 2005–2006: Küstenwache (Fernsehserie, 2 Folgen)
- 2006: Doppelter Einsatz (Fernsehserie, eine Folge)
- 2006: Goldene Zeiten
- 2006: Notruf Hafenkante (Fernsehserie, eine Folge)
- 2008: Die Gustloff (Fernsehfilm)
- 2008: Transsiberian
- 2009: Schwerkraft
- 2010: Snowman’s Land
- 2010: Anna und die Liebe (Fernsehserie, zwei Folgen)
- 2010: Sechs Tage Angst
- 2010: Wir sind die Nacht
- 2011: Der Mann mit dem Fagott (Fernsehfilm)
- 2011: Polnische Ostern
- 2012: Mann tut was Mann kann
- 2012: Invasion
- 2013: heute-show ZDF
- 2013: Das Adlon. Eine Familiensaga (Miniserie)
- 2013: George (Fernsehfilm)
- 2013: Willkommen bei Habib
- 2015: Großstadtrevier (Fernsehserie, eine Folge)
- 2016: Fucking Berlin
- 2017: Die Chefin (Fernsehserie, eine Folge)
- 2017: Der Kriminalist (Fernsehserie, eine Folge)
- 2017: Babylon Berlin (Fernsehserie, 9 Folgen)
- 2019: Der Bulle und das Biest (Fernsehserie)
- 2020: Unterleuten – Das zerrissene Dorf (Fernsehfilm)
- 2022: Roxy
- 2023: Kleo

Synchronsprecher
- 1998: für Mark Mooney in Bube, Dame, König, grAS als Sergei
- 2004: für Vahe Bejan in Meine Frau, ihre Schwiegereltern und ich als Gunther – Immigrant Man
- 2004: für Vitali Makarov in The Day After Tomorrow als Yuri, Russian Astronaut
- 2004: für Valeriy Nikolaev in Terminal als Milodragovich
- 2005: für Pasha D. Lychnikoff in Deadwood als Blazanov (2. Stimme)
- 2006: für Oleg Kasian in Eine fatale Entscheidung als Anton Doudalev
- 2007: für Aleksandar Mikic in Tödliche Versprechen – Eastern Promises als Soyka
- 2007: für Alex Veadov in Helden der Nacht – We Own the Night als Vadim Nezhinski
- 2008: für Oleg Taktarov in Kurzer Prozess – Righteous Kill als Yevgeny Mugalat
- 2008: für Steve Hely in American Dad als Sergei Kruglov
- 2009: für Graham McTavish in Middle Men als Ivan Sokoloff
- 2009: für Vitaly Kravchenko in Das Kabinett des Doktor Parnassus als Piotr
- 2010: für Oleg Taktarov in Predators als Nikolai
- 2010: für Gideon Emery in Takers – The Final Job als Sergei
- 2010: für Grigori Manoukow in Coco Chanel & Igor Stravinsky als Sergei Djagilew
- 2011: für Andrew Howard in Ohne Limit als Gennady
- 2011: für Ravil Isyanov in Transformers 3 als Voskhod
- 2011: für Tony Curran in Big Mama’s Haus – Die doppelte Portion als Chirkoff
- 2011: für Mark Ivanir in Johnny English – Jetzt erst recht! als Karlenko
- 2011: für Konstantin Chabenski in Dame, König, As, Spion als Poljakow
- 2012: für Dimitri Diatchenko in Chernobyl Diaries als Uri
- 2013: für Leonid Citer in House of Cards als Igor Milkin
- 2013: für Radoslaw Kaim in Mankells Wallander als Zids
- 2013: für Lev Gorn in Bored to Death als Dimitri
- 2014: für Misha Kuznetsov in Codename U.N.C.L.E. als Oleg
- 2014: für Christopher Rozycki in Downton Abbey als Count Nikolai Rostov
- 2014: für Ivan Senine in Gomorrha als Vassily
- 2014: für Yorgo Constantine in Madam Secretary als Russischer Außenminister Anton Gorev
- 2015: für Sam Spruell in 96 Hours – Taken 3 als Oleg Malankov
- 2015: für Rob de Groot in Mortdecai – Der Teilzeitgauner als Vladimir
- 2015: für Ingvar Eggert Sigurðsson in Everest als Anatoli Boukreev
- 2016: für Misha Kuznetsov in Limitless als Nikolai Zukov
- 2016: für Endre Hules in Castle als Pavel Oborin
- 2016: für Pasha D. Lychnikoff in Shameless als Mr. Milkovich
- 2016: für Andre Tricoteux in Legends of Tomorrow als Boris
- 2016: für Stefan Kapičić in Deadpool als Colossus
- 2016: Sing als Boss Bear
- 2017: für Marcin Dorocinski in Dræberne fra Nibe als Igor Ladpolny
- 2017: für Andrey Ivchenko in xXx: Die Rückkehr des Xander Cage als Red Erik
- 2017: für Sergey Nagorny in Criminal Minds: Beyond Borders als Ivan Kozar
- 2017–2018: für Alexander Sokovikov in The Americans als Alexei Morozov
- 2017: für Lev Gorn in Blue Bloods – Crime Scene New York als Det. Arkady Levin
- 2017: für Ravil Isyanov in GLOW als Gregory
- 2017: für Richard Brake in Peaky Blinders – Gangs of Birmingham als Anton Kaledin
- 2017–2018: für Zach McGowan in Marvel’s Agents of S.H.I.E.L.D. als Anton Ivanov
- 2018: für Marvin Kaye in Shape of Water – Das Flüstern des Wassers als Burly Russian
- 2018: für Andrzej Blumenfeld in Mute als Akim
- 2018: für Misha Kuznetsov in Madam Secretary als President Nuri Lakoba
- 2018: für Chris Ashworth in Elementary als Doron
- 2018: für JB Blanc in Navy CIS: L.A. als Anzor Daudov
- 2018: für Lev Gorn in Billions als Max
- 2018: für David Meunier in Hawaii Five-0 als Nikolai Malkin
- 2018: für Rob Locke in Navy CIS als Viktor Lopuchin
- 2018: für Roman Roytberg in Taken – Die Zeit ist dein Feind als Vlad Korchenko
- 2018: für Goran Kostic in Ant-Man and the Wasp als Anitolov
- 2018: für Stefan Kapičić in Deadpool 2 als Colossus
- 2018: für Oleg Kupchik in Der Hof zur Welt als Lev
- 2019: für Martin David in Whiskey Cavalier als Dimitri
- 2019: für Gwendoline Christie in Willkommen in Marwen als Anna
- 2019: für Nebojsa Dimitrijevic in Hassel als Bosko
- 2019: für David Ross in Orange Is the New Black als Ganya
- 2019: für Gregory Korostishevsky in Can You Ever Forgive Me? als Andre
- 2019: für Duta Skhirtladze in Iron Sky: The Coming Race als Vril Stalin
- 2020: für Galen Howard in Henry Danger als Dormo
- 2020: für Alan O’Silva in Batwoman als Russischer Hacker
- 2021: für Pasha D. Lychnikoff in Queen of the South als Konstantin
- 2021: für Ivan Franek in OSS 117 – Liebesgrüße aus Afrika als Kazimir
- 2021: für Billy West in Spitting Image Love Island X als Vladimir Putin
- 2022: für Gennadiy Fomin in Ismaëls Geister als Russe
- 2022: für Sachari Bacharow in Slow Horses – Ein Fall für Jackson Lamb als Piotr Volodin
- 2022: für Andreas Riter in The Rookie: Feds als Mikhail Bugrov
- 2022: für Serge Didenko in S.W.A.T. als Serge
- 2023: für sich selbst in Cyberpunk 2077 als Marcin Iwinski
- 2023: für sich selbst in Die fliegende Schule der Abenteurer als Professor Andrej Nikolajew
- 2023: für Ivan Mathias Petersson in Tom Clancy’s Jack Ryan als Levan Zubkov
- 2023: für Ronnie James Hughes in The Baker als Sirko
- 2024: für ゴールデンカムイ in Golden Kamuy als Hajime Tsukishima
- 2024: für Stefan Kapičić in Deadpool & Wolverine als Colossus
- 2024: für Levente Törköly in Eric als Lexi
- 2024: für Zlatko Burić in Wolfs als Dimitri
- 2024: für Zebedee Row in Smile 2 – Siehst du es auch? als Alexi aka Shaved Head
- 2025: für Fjodor Nikolajev in Vargasommar Cry Wolf als Jurij
- 2025: für William Houston in The Gorge als Erikas
- 2025: für Andrew Howard in The Accountant 2 als Batu
- 2025: für Norddeutscher Rundfunk in Die Erschöpften als W.Megre
- 2025: in Die Schlümpfe: Der große Kinofilm als Chernobog